# Mézières-sur-Ponthouin
Pour les articles homonymes, voir Mézières.
Mézières-sur-Ponthouin est une commune française, située dans le département de la Sarthe en région Pays de la Loire, peuplée de 735 habitants.
La commune fait partie de la province historique du Maine, et se situe dans le Haut-Maine (Maine roux).

## Géographie

### Localisation
| Dangeul                                                  | Dissé-sous-Ballon                                                    | Saint-Aignan             |
| Congé-sur-Orne                                           | Mézières-sur-Ponthouin                                               | Saint-Aignan, Courcemont |
| Ballon-Saint Mars (comm. dél. de Saint-Mars-sous-Ballon) | Ballon-Saint Mars (comm. dél. de Saint-Mars-sous-Ballon), Courcemont | Courcemont               |

### Lieux-dits et écarts
La Rue Creuse, la Forge, les Voves, Bel Air, le Sablon, la Saunerie, le Gué de Surdon.

### Climat
Pour des articles plus généraux, voir Climat des Pays de la Loire et Climat de la Sarthe.
En 2010, le climat de la commune est de type climat océanique dégradé des plaines du Centre et du Nord, selon une étude du CNRS s'appuyant sur une série de données couvrant la période 1971-2000. En 2020, Météo-France publie une typologie des climats de la France métropolitaine dans laquelle la commune est exposée à un climat océanique altéré et est dans la région climatique  Moyenne vallée de la Loire, caractérisée par une bonne insolation (1 850 h/an) et un été peu pluvieux. 
Pour la période 1971-2000, la température annuelle moyenne est de 10,8 °C, avec une amplitude thermique annuelle de 13,9 °C. Le cumul annuel moyen de précipitations est de 689 mm, avec 11,5 jours de précipitations en janvier et 7,1 jours en juillet. Pour la période 1991-2020, la température moyenne annuelle observée sur la station météorologique de Météo-France la plus proche, « Marolles Les Braults », sur la commune de Marolles-les-Braults à 6 km à vol d'oiseau, est de 11,8 °C et le cumul annuel moyen de précipitations est de 702,5 mm,. Pour l'avenir, les paramètres climatiques de la commune estimés pour 2050 selon différents scénarios d'émission de gaz à effet de serre sont consultables sur un site dédié publié par Météo-France en novembre 2022.

## Urbanisme

### Typologie
Au 1er janvier 2024, Mézières-sur-Ponthouin est catégorisée commune rurale à habitat dispersé, selon la nouvelle grille communale de densité à sept niveaux définie par l'Insee en 2022.
Elle est située hors unité urbaine. Par ailleurs la commune fait partie de l'aire d'attraction du Mans, dont elle est une commune de la couronne,. Cette aire, qui regroupe 144 communes, est catégorisée dans les aires de 200 000 à moins de 700 000 habitants,.

### Occupation des sols
L'occupation des sols de la commune, telle qu'elle ressort de la base de données européenne d’occupation biophysique des sols Corine Land Cover (CLC), est marquée par l'importance des territoires agricoles (95,6 % en 2018), une proportion identique à celle de 1990 (95,6 %). La répartition détaillée en 2018 est la suivante : 
prairies (56,2 %), terres arables (24,7 %), zones agricoles hétérogènes (14,7 %), forêts (3 %), zones urbanisées (1,4 %). L'évolution de l’occupation des sols de la commune et de ses infrastructures peut être observée sur les différentes représentations cartographiques du territoire : la carte de Cassini (XVIIIe siècle), la carte d'état-major (1820-1866) et les cartes ou photos aériennes de l'IGN pour la période actuelle (1950 à aujourd'hui).

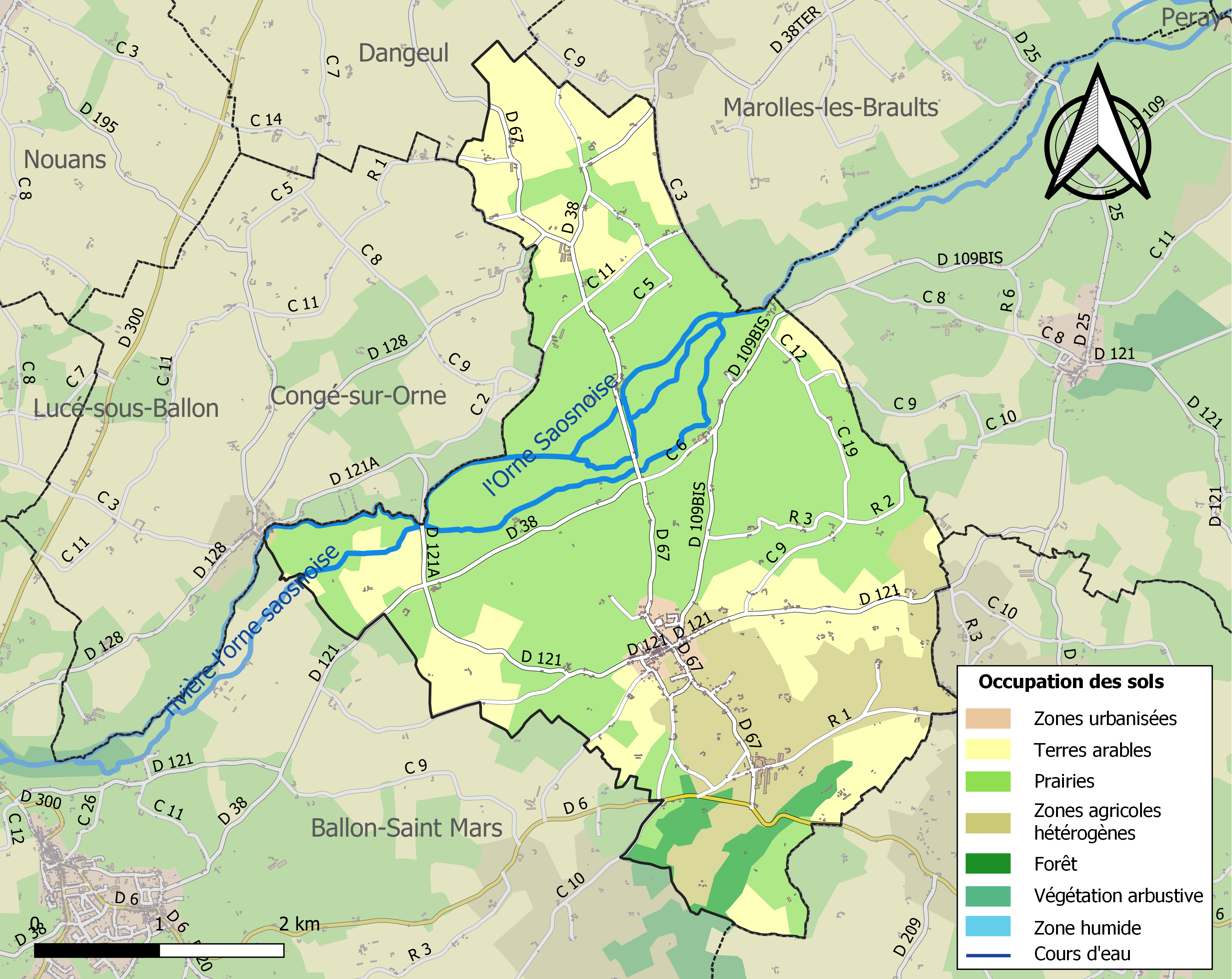
Carte des infrastructures et de l'occupation des sols de la commune en 2018 (CLC).

## Toponymie
Mezieres, Mezières-sous-Balon, Mézières-sous-Ballon puis Mézières-sur-Ponthouin depuis 1964 et l'absorption de la commune de Ponthouin. Mézières comptait 713 habitants contre 158 pour Ponthouin.
Ponthouin et avant Ponthoin et même Pont-Ouen, c'est-à-dire le pont édifié par Ouen, le même personnage dont une paroisse proche porte le nom : Saint-Ouen-sous-Ballon.
D’après Taverdet, le toponyme de la commune s’écrivait Maceriis vers 1080. Il viendrait du terme latin maceria qui désigne des ruines mais qui a également pu être employé plus tardivement, à l’époque médiévale.
Le gentilé est Macérien.

## Histoire

### «Combat de Mézières» et libération par la2eDB
Le 10 août 1944, lors de la bataille de Normandie, la 2e division blindée du général Leclerc — la 2e DB — va livrer un dur combat contre la 9e Panzerdivision allemande en libérant Mézières.
La division française, qui a débarqué dix jours plus tôt, le 1er août, à Utah Beach arrive au Mans le 9 août 1944 et elle est alors rattachée au XVe corps de la 3e armée américaine, commandée par le général Patton. Alors qu'elle se trouve à La Chapelle-Saint-Aubin, elle reçoit l'ordre de prendre la direction d'Alençon afin de conforter le mouvement d'encerclement allié pour refermer la poche de Falaise.
Après avoir passé Sargé-lès-le-Mans, Savigné-l'Évêque puis Courcebœufs, alors qu'il ouvre la route le 1er peloton commandé par le lieutenant Zagrodzki tombe vers 9 heures du matin dans une embuscade allemande au lieu-dit le Sablon, près de Mézières. Deux chars Sherman, lArmagnac et le Bordelais, sont détruits par des Panzer IV, tuant cinq soldats français. Un autre char, le Navarre, essaye alors de prendre les Panzers allemands à revers mais il est frappé par un obus au Tertre de Grippe. Les chars Aquitaine, Entre deux mers et Guyenne vont eux aussi être touchés mais non détruits. Les Français reçoivent un peu plus tard le soutien de l'aviation américaine mais elle bombarde par erreur le half-track Orion et le char Labourd.
À 10 heures, le sous-groupement Massu, qui suivait un autre axe, prend la direction du carrefour de la Saunerie pour prendre les Allemands à revers mais se heurte à une forte résistance et perd le char Cotentin. Le capitaine Langlois, menant la 6e compagnie, renforcée par la section du lieutenant Gauffre, tente une nouvelle prise à revers. Au terme d'un violent combat, les Français finissent par l'emporter et Mézières est libérée dans l'après-midi, devenant la première commune française libérée en combat par la 2e DB. Ce même jour, d'autres groupements de la division ont subi aussi des pertes avec trois morts à Chérancé, quatre à Doucelles, deux à Lucé-sous-Ballon et un à Dangeul. Mais le lendemain, 11 août, la division va perdre plus de soixante hommes dans des combats à Fyé, Louvigny, Champfleur et Rouessé-Fontaine.

### Après guerre
En 1964, Mézières-sous-Ballon (713 habitants en 1962) absorbe Ponthouin (158 habitants) au nord de son territoire. La limite communale était l'Orne saosnoise.

## Politique et administration
| Période                                  | Période   | Identité        | Étiquette | Qualité             |
| ---------------------------------------- | --------- | --------------- | --------- | ------------------- |
| juin 1995                                | mars 2008 | Gilbert Garouis |           |                     |
| mars 2008                                | En cours  | Guy Cosme       | SE        | Exploitant agricole |
| Les données manquantes sont à compléter. |           |                 |           |                     |

Le conseil municipal est composé de quinze membres dont le maire et trois adjoints.

## Démographie
L'évolution du nombre d'habitants est connue à travers les recensements de la population effectués dans la commune depuis 1793. Pour les communes de moins de 10 000 habitants, une enquête de recensement portant sur toute la population est réalisée tous les cinq ans, les populations de référence des années intermédiaires étant quant à elles estimées par interpolation ou extrapolation. Pour la commune, le premier recensement exhaustif entrant dans le cadre du nouveau dispositif a été réalisé en 2004.
En 2022, la commune comptait 735 habitants, en évolution de +6,06 % par rapport à 2016 (Sarthe : −0,25 %, France hors Mayotte : +2,11 %).
Mézières-sous-Ballon a compté jusqu'à 1 323 habitants en 1831. Ponthouin a atteint son maximum démographique cinq ans plus tard avec 381 habitants.
| 1793  | 1800  | 1806  | 1821  | 1831  | 1836  | 1841  | 1846  | 1851  |
| ----- | ----- | ----- | ----- | ----- | ----- | ----- | ----- | ----- |
| 1 120 | 1 113 | 1 279 | 1 257 | 1 323 | 1 268 | 1 299 | 1 261 | 1 198 |

| 1856  | 1861  | 1866  | 1872 | 1876 | 1881 | 1886 | 1891 | 1896 |
| ----- | ----- | ----- | ---- | ---- | ---- | ---- | ---- | ---- |
| 1 169 | 1 114 | 1 071 | 983  | 983  | 987  | 947  | 862  | 856  |

| 1901 | 1906 | 1911 | 1921 | 1926 | 1931 | 1936 | 1946 | 1954 |
| ---- | ---- | ---- | ---- | ---- | ---- | ---- | ---- | ---- |
| 859  | 840  | 830  | 651  | 683  | 644  | 649  | 717  | 687  |

| 1962 | 1968 | 1975 | 1982 | 1990 | 1999 | 2004 | 2006 | 2009 |
| ---- | ---- | ---- | ---- | ---- | ---- | ---- | ---- | ---- |
| 713  | 861  | 690  | 631  | 598  | 576  | 656  | 672  | 672  |

| 2014 | 2019 | 2022 | - | - | - | - | - | - |
| ---- | ---- | ---- | - | - | - | - | - | - |
| 687  | 732  | 735  | - | - | - | - | - | - |

## Économie
La commune héberge une installation de méthanisation construite par la société AgriKomp. Elle est alimentée en déchets organiques par trois agriculteurs spécialisés dans l'élevage porcin et a été financée en partie par la charcuterie Cosme qui achète leurs bêtes.

## Lieux et monuments

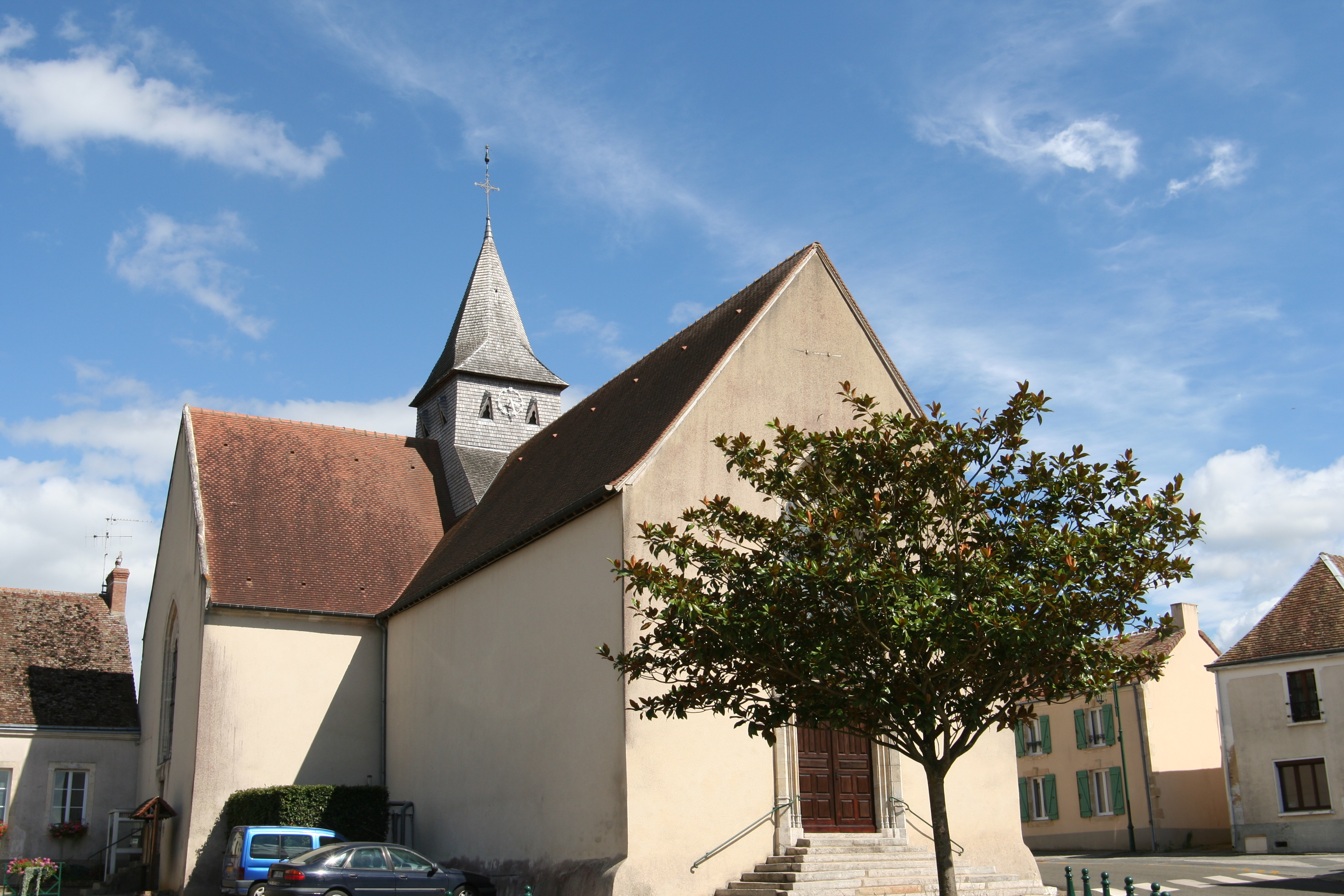
L'église Notre-Dame.

- Le site du char. Mézières-sous-Ballon a été la première commune de France métropolitaine libérée en combats le 10 août 1944 par la 2e DB du général Leclerc.[pas clair]
- Ancien moulin Saint-Laumer.
- Église Saint-Mamert de Ponthouin du XIe siècle.
- Église Notre-Dame de Mézières du XIe siècle.

## Personnalités liées à la commune
- René Quantin (1910-1944), résistant français, Compagnon de la Libération, Mort pour la France à Mézières lors de la libération de la commune, y est inhumé.